# 安东·特卡奇
安东·特卡奇（1951年3月30日—2022年12月22日）是一名斯洛伐克男子自由車運動員。他曾代表捷克斯洛伐克參加1972年、1976年和1980年夏季奧林匹克運動會自行車比賽，其中在1976年奧運會獲得一枚金牌，當時他在決賽中擊敗八屆世界冠軍法國人達尼埃爾·莫勒隆。在這個項目中，他還贏得兩個世界冠軍，分別是1974年在蒙特婁和1978年在慕尼黑。